# Forever (singel Alekseeva)
Nawsiegda (ros. Навсегда) – singiel ukraińskiego piosenkarza Nikity „Alekseeva” Aleksiejewa, wydany cyfrowo 10 listopada 2017 roku nakładem wytwórni Zion Music. Utwór napisał Kiriłł Pawłow.
Utwór został wydany również w wersji anglojęzycznej jako „Forever”, którego cyfrowa premiera odbyła się 10 stycznia 2018 roku. Anglojęzyczny tekst piosenki napisał Jewgenij Matuszenko. 29 stycznia ukazał się oficjalny teledysk do piosenki, którego reżyserem został Alan Badojew. 13 marca premierę miał klip do rosyjskojęzycznej wersji piosenki.
Kompozycja wygrała białoruskie eliminacje eurowizyjne i reprezentowała Białoruś w 63. Konkursie Piosenki Eurowizji w Lizbonie. W trakcie krajowych selekcji w mediach pojawiły się publikacje, w których zwracano uwagę na łudzące podobieństwo piosenki „Forever” do utworu „Magic Tricks” (heb. קסמים) Gali Atari, a twórców utworu oskarżano o popełnienie plagiatu. Po finale eliminacji utwór doczekał się kilku nowych aranżacji. 8 maja został zaprezentowany przez Alekseeva jako ósmy w kolejności w pierwszym półfinale Konkursu Piosenki Eurowizji i nie został zakwalifikowany do finału.